# Папулис, Афанасиос
Афанасиос Папулис (греч. Αθανάσιος Παπούλης, 1921, Афины — 25 апреля 2002) — греческий и американский математик и инженер.

## Биография
Папулис родился в греческой столице, городе Афины, в 1921 году и окончил Афинский политехнический университет получив диплом инженера элетрика.
Продолжил учёбу в США, окончив математический факультет Пенсильанского университета, где в 1950 году получил титул доктора.
Папулис преподавал в Политехническом институте Бруклина (сегодня Политехнический институт Нью-Йоркского университета ) с 1952 года
Получил титул почётного профессора салоникского Университета Аристотеля.
Папулис умер в Нью-Йорке в 2002 году.

## Исследования
Папулис внёс свой вклад в таких научных областях как Обработка сигналов , Теория информации, и Обработка сигналов и Общая теория систем .
Он написал более 150 научных работ и 9 книг.
Его ставшая классической книга Вероятности, Случайные величины, и Стохастические процессы используется в качестве учебного пособия во многих университетах во всём мире.

Два классических текста для помощи практикующим [в инженерии] были [впервые] опубликованы в 1965 году... [Одной была] Афанасиос Папулис' Вероятности, Случайные величины и Стохастические процессы... Эти книги популяризовали педагогику, которая балансировала между строгостью и интуицией
Держа дистанцию от полной математической строгости, подчёркивая при этом физические и нженерные интерпретации Вероятности, книга Папулиса приобрела широкую популярность.

## Теория
Афанасиос Папулис специализировался в области инженерной математики, его работа охватывала вероятность, статистику, оценку в применении этих областей в современных инженерных задачах.
Папулис также изучал и развил такие субъекты (предметы) как стохастическое моделирование, Среднеквадратическое отклонение, тесты правдоподобия, методы максимальной энтропии, Метод Монте-Карло , Дифракция и оценка, теорема отсчёта, детерминистические сигналы в шуме, Физическая оптика , Винеровское оценивание и Фильтр Кальмана.
Его научная деятельность отмечена многими наградами и премиями, среди которых медаль за образование имени Джеймса Муллигана IEEE (Институт инженеров электротехники и электроники), Премия Гумбольдта и 3 почётные степени европейских университетов.

## Вклад Папулиса
- Обобщение Папулиса о Теореме Котельникова[7] унифицирует много вариаций Теоремы Котельникова (в англоязычной литературе — теорема Найквиста — Шеннона, теорема отсчётов) в теорему[8][9]
- «Красноречивое доказательство Папулиса»[10] обычной Теоремы Котельникова[11] требует только два уравнения.
- Алгоритм Папулиса Гершберга (Papoulis-Gerchberg algorithm)[12][13][14], который нашёл широкое применение в обработке сигнлов и изображений[15][16].

В русскоязычной литературе известен как алгоритм Гершберга-Папулиса.

## Отзывы современников о Папулисе
Чарльз Рэдер (Charles M. Rader), его бывший студент и ныне старший сотрудник Лаборатории Линкольна MIT (Массачусетский технологический институт), говорит: «Профессор Папулис был человеком динамо». «Он владел замечательным способом привлечения математики в жизнь, или посредством геометрической диаграммы в реальную жизненную ситуацию, или возмутительно заявляя, что надо знать греческих математиков с первого тысячелетия».
Его бывший коллега, Нобелевский лауреат (1992) Маркус, Рудольф Артур именовал Папулиса «другом на всю жизнь. Я наслаждался его тщательной и хорошо выстроенной логикой в наших дискуссиях в течение многих лет, логикой которой он приходил к сути любой проблемы».
Хотя Папулис более всего известен своими научными работами и интеллектом, он также любил искусства, в особенности музыку и театр. Его дочь Ирина говорит: «Мой отец часто говорил, что если бы у него была бы другая карьера, то это была бы карьера актёра» и «Он был горд, когда люди говорили, что его лекции были представлениями».
Двойная любовь Папулиса к образованию искусствам повлияла на его пятерых детей: Ирина стала профессором Тринити колледжа (Тринити-колледж (Коннектикут)); Елена — восптатель детского сада в Калифорнии; Джеймс — композитор в Нью-Йорке; Анна — танцовщиа в Словении; и Мария — скрипачка в Монтане.